# 纪超
纪超（1991年1月11日—），出生于沈阳，足球运动员。现效力青岛海牛，司职前锋。纪超曾经是国青队的一员。